# Бунт рок фестивал
Бунт рок фестивал је телевизијски фестивал рок музике посвећен ауторима и музичарима на почетку каријере, настао из емисије Бунт у продукцији Радио-телевизије Србије.